# Castell de Javakhaant
El castell de Javakhaant (en georgià: დრისის ჯავახაანთ ციხე) és una fortalesa situada al cim d'una roca, sobre la riba esquerra del riu Tedzami, a 400 metres a l'oest del llogaret de Chqopiani, districte de Kaspi, a la regió de Xida Kartli, Geòrgia. El complex consta d'un castell, una muralla, una església, una torre i un palau. Des del 2006, la fortalesa ha estat reconeguda com a Monument Cultural destacat de Geòrgia.

## Història i arquitectura
La fortalesa data de l'edat mitjana i no n'hi ha gaires referències històriques. Va pertànyer a la família Jawahavishvili. El complex tenia un mur amb decoracions intricades. Els constructors van utilitzar capes rocoses en totes les parts. Tots els edificis, llevat de l'església, estan construïts amb pedra arenosa i llambordes. Al nord es troba una torre, i al sud hi ha un palau, que ara com ara està força arruïnat. L'església, que és a la part superior del castell, és de tipus de planta de saló i està construïda amb un quadrat de tosca tuf verda. Porta el nom d'església de Sant Jordi i la seva entrada és en la paret oest. El complex també allotja edificis agrícoles que han estat seriosament danyats.
Es pot arribar al castell des de l'est per un viarany a través del bosc, així com des de l'oest, encara que el camí és molt més difícil. A l'est del castell, a poca distància del barranc al costat oposat del pujol, n'hi ha una petita església amb una entrada al sud.